# 143. pehotni polk (Italija)
143. pehotni polk Taranto (izvirno italijansko 143º Reggimento fanteria) je bil pehotni polk Kraljeve italijanske kopenske vojske.

## Zgodovina
Med prvo svetovno vojno je bil polk nastanjen na soški fronti.